# Monique Lange
Monique Lange (* 11. September 1926 in Paris; † 7. Oktober 1996 ebenda) war eine französische Autorin, Schauspielerin und Übersetzerin.

## Leben
Lange stammte aus großbürgerlichen Verhältnissen. Sie war die Tochter des Juristen Robert Emmanuel Lange (1903–1994) und dessen Ehefrau Rose Suzanne Manassé (1903–1963). Der Journalist Emmanuel Berl (1892–1976) und der Philosoph Henri Bergson (1859–1941) waren mit ihr verwandt. Ihr Vater gehörte dem Cour d’Appel de Paris (Palais de Justice) an. Zu Beginn seiner Karriere arbeitete er in der Kolonialverwaltung in Französisch-Indochina, so dass Lange ihre Kindheit u. a. in Hanoi und Tonkin verbrachte.

## Die Autorin
Lange begann bald nach Kriegsende (→Befreiung von Paris) als freiberufliche Journalistin in Paris zu arbeiten. Sie schrieb für „La Revue de Cinéma“, „Les Temps Modernes“ und andere Zeitungen und Zeitschriften. Dabei machte sie die Bekanntschaft des Verlegers Gaston Gallimard, der sie für seinen Verlag engagierte. Dort im Verlag lernte sie 1950 den spanischen Studenten Juan Goytisolo (1931–2017) kennen, der zu dieser Zeit versuchte, in Paris Fuß zu fassen. 1956 ließ sich Goytisolo in Paris nieder und ihre Beziehung zu ihm wurde enger. Durch ihre Verlagsarbeit war Lange mit vielen Künstlern und Schriftstellern bekannt, u. a. auch mit Jean-Paul Sartre, Simone de Beauvoir und Jean Genet.

## Die Übersetzerin
Ab 1978 fungierte sie als eine der „offiziellen“ Übersetzerinnen bei Éditions Gallimard. Unter dem Übersetzer-Pseudonym Monique Lang übersetzte sie u. a. Werke von
Marcel Aymé und Albert Camus ins Deutsche.

## Privates Leben
Lange hatte eine Tochter. 1978 heiratete sie in zweiter Ehe in Paris Juan Goytisolo, der sich inzwischen als Schriftsteller etabliert hatte. Ihre Wohnung lag sie in der Rue Poissonnerie im 2. Arrondissement. Goytisolo bekannte sich selbst erst spät zu seiner Homosexualität und lebte später in Tanger, blieb aber stets verbunden mit seiner Frau.
Mit 70 Jahren starb Monique Lange in Paris und fand ihre letzte Ruhestätte auf dem Cimetière Montparnasse.

## Werke (Auswahl)
Biografien
- Jean Cocteau. Prinz ohne Reich. Beck & Glückler, Freiburg/B. 1991. ISBN 3-894-70302-4.
- Edith Piaf. Ihr Leben in Texten und Bildern. Insel-Verlag, Berlin 2015. ISBN 978-3-458-36123-7 (übersetzt von Hugo Beyer)

Prosa
- Rue d’Aboukir. Gallimard, Paris 1962.
Inhalt: Rue d’Aboukir. – La plage espagnole. – L’enterrement.
- Die Platanen. Die Katzenfische. Zwei Romane. Desch Verlag, München 1969 (übersetzt von Herbert Frank)
- En petite fille sous uns moustiquaire. Gallimard, Paris 1972.
- Les cabines des bains. Gallimard, Paris 1982. ISBN 2-07-022633-6.

## Filme
Drehbuch
- 1961: Der furchtlose Rebell (Vanina Vanini)
- Goodbye Emmanuelle. 1977.
- Eine schwarze Robe für den Mörder. 1977.
- Eine Frau wie ein Fisch. 1982.

Schauspielerin
- Weggehen und wiederkommen. 1985.